# Королівський вікторіанський ланцюг
Королівський вікторіанський ланцюг (англ. The Royal Victorian Chain) - нагорода, заснована королем  Едуардом VII в 1902. Незважаючи на схожу назву, не входить в структуру  королівського вікторіанського ордена, хоча також, як і орден, є знаком особистої уваги монарха. Не входить у систему старшинства британських нагород, не дає права на використання ініціалів нагород. Ланцюгом можуть нагороджуватися як піддані британського монарха, так і іноземні громадяни, при цьому іноземці є або главами держав, або представниками королівських будинків, а британські піддані є особами високого рангу, або членами королівської сім'ї. Всього з 14 нині живих володарів ланцюга лише четверо не були главами держав (на момент вручення). Для канадських громадян, в силу заборони на отримання перських і лицарських титулів, є найвищою нагородою, і лише двоє отримали її за всю історію - колишні  генерал-губернатори Вінсент Мессі та Роланд Міченер.

## Опис
Ланцюг має в якості ланок, що чергуються, зображення троянди, будяка, конюшини і лотоса (символізують, відповідно Англію, Шотландію, Ірландію й Індію) з монограмою Едуарда VII під короною, покритою червоною емаллю, ERI (Edwardus Rex Imperator). На ланцюзі висить знак у вигляді мальтійського хреста з овальним медальйоном в центрі, монограмою "VRI" (Victoria Regina Imperatrix). 
Ланцюг носиться навколо шиї (чоловіками), або на банті, прикріпленому до лівого плеча (для жінок). Ланцюг повинен бути повернутий монарху після смерті власника.